# Paulino Garagorri
Paulino Garagorri Herranz (San Sebastián, 18 de febrero de 1916 - Madrid, 5 de julio de 2007) fue un filósofo, crítico y ensayista español, relacionado con los grupos de trabajo formados alrededor de José Ortega y Gasset, profesor de Filosofía y de Historia del Pensamiento Político en la Universidad Complutense de Madrid.
Produjo ensayos filosóficos, escribió crítica literaria y se interesó por el hispanismo.
Muy marcado por la impronta orteguiana, en su pensamiento Garagorri analizó la vida en cuanto realidad radical. Según Garagorri, una vida apropiada requiere amalgamar la convivencia y la sociabilidad junto con la práctica de la razón abstracta. En su opinión la vida solo puede ser comprendida si se considera la intencionalidad y la conciencia humana. Según Garagorri el hombre nunca podrá conocer de manera total la realidad, negando de esta forma la aspiración al valor absoluto de la razón abstracta, con lo que destaca al ser humano en su esencia paradójica. 

## Obras
- La paradoja del filósofo
- Ortega, una reforma de la filosofía, 1958
- Unamuno, Ortega, Zubiri en la filosofía española, 1968
- Introducción a Ortega, 1970
- Introducción a Miguel de Unamuno, 1986
- Revista de Occidente (Secretario, editor de la segunda época, a partir de 1963)